# José Ortega y Gasset

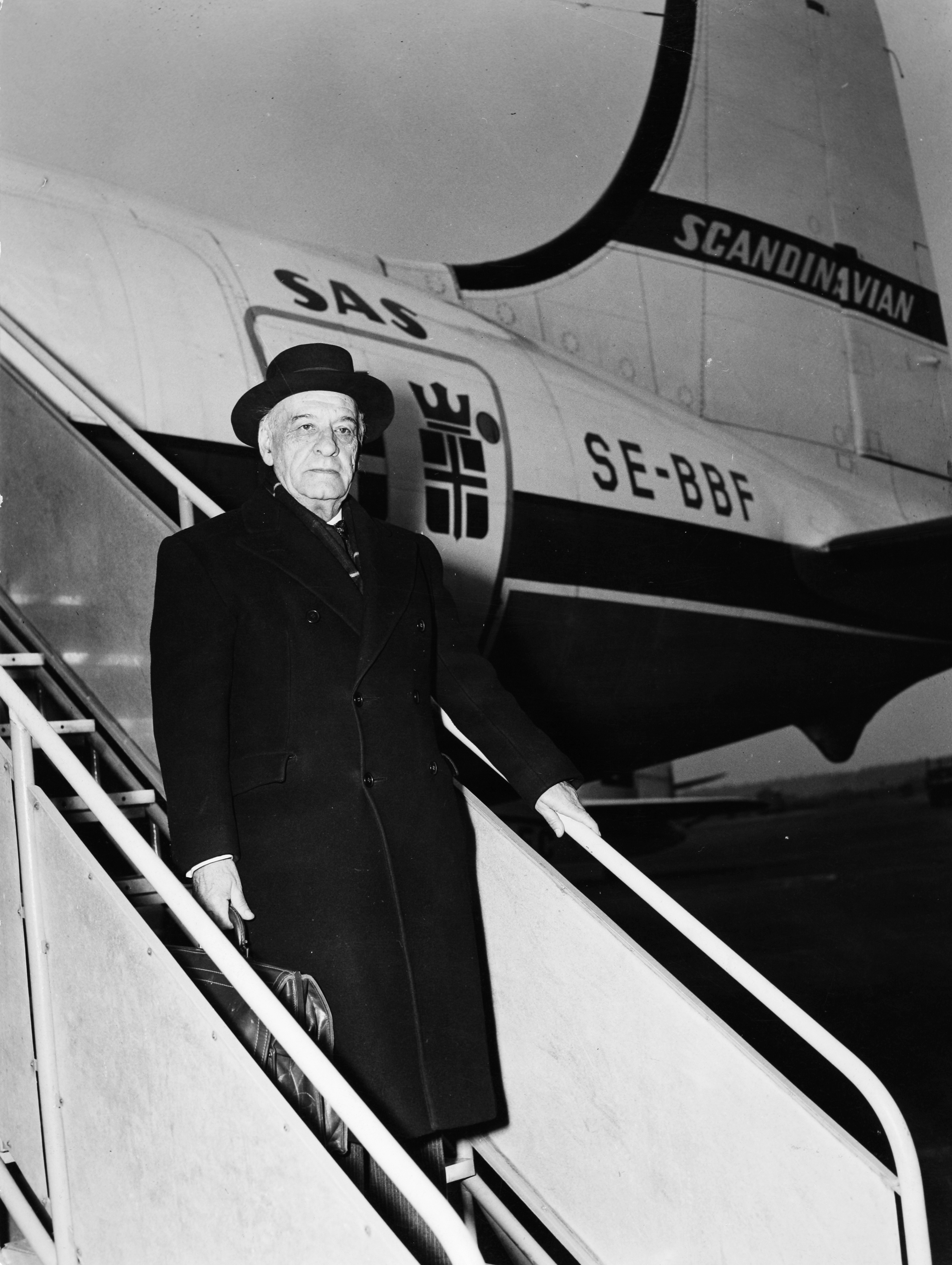
José Ortega y Gasset

José Ortega y Gasset (9. května 1883 Madrid – 18. října 1955 Madrid) byl španělský filosof, sociolog a esejista, jeden z představitelů Generace 1914 a tzv. Novecentismu.

## Biografie
V letech 1897 až 1898 studoval na Universidad de Deusto a mezi lety 1898 a 1904 Universidad Complutense de Madrid, kde získal doktorský titul z filosofie. Později pokračoval ve svém vzdělávání na řadě vysokých škol v Německu. V roce 1910 se stal profesorem metafyziky na Madridské univerzitě, kde působil až do roku 1936.
Od roku 1931 působil jako republikánský poslanec. Po začátku občanské války ve Španělsku se uchýlil do exilu, ze kterého se vrátil v roce 1945.
Jeho nejznámějším dílem byla kniha Vzpoura davů (La rebelión de las masas), ve které kritizuje tzv. davového člověka.

## Dílo

### České překlady
- (česky) Úvaha o technice a jiné eseje o vědě a filosofii (orig. 'La Meditación sobre la técnica y otros ensayos sobre ciencia y filosofía'). 1. vyd. Praha : OIKOYMENH, 2011. 127 S. Překlad: Michal Špína
- (česky) Meditace o Quijotovi (orig. 'Las Meditaciones del Quijote'). 1. vyd. Brno : Host, 2007. 120 S. Překlad: Martina Mašínová
- (česky) Meditace o ženách a o lásce. Pelhřimov : Nová tiskárna, 1996. 145 S. Překlad: Samuel Hart
  - (česky) Rozhovory o ženách a lásce. Praha : Rudolf Škeřík, 1936. 237 S. Překlad: Jan Kolár a Zdeněk Šmíd
- (česky) Vzpoura davů (orig. 'La rebelión de las masas'). Praha : Portál, 2018. 256 s. Překlad: Václav Černý
  - (česky) Vzpoura davů. 1. vyd. Praha : Naše vojsko, 1993. 158 S. Překlad: Václav Černý, úvodní stať: Milan Váňa
  - (česky) Vzpoura davů. Praha : Orbis, 1933. 154 S. Překlad: Václav Černý, úvodní stať: Václav Černý
- (česky) Evropa a idea Národa : a jiné eseje o problémech současného člověka (orig. 'Evropa y la idea de la nación'). 1. vyd. Praha : Mladá fronta, 1993. 187 S. Překlad: Josef Forbelský
- (česky) Úkol naší doby (orig. 'El tema de nuestro tiempo'). 1. vyd. Praha : Mladá fronta, 1969. 123 S. Překlad: Josef Forbelský
- (česky) Smrt a zmrtvýchvstání : Essaye. Brno : Jan V. Pojer, 1938. 156 S. Překlad: Zdeněk Šmíd

### Slovenské překlady
- (slovensky) Eseje o umení (orig. 'La deshumanizacion del arte'). Bratislava : Archa, 1994. 73 S.
- (slovensky) Vzbura davov (orig. 'La rebelión de las masas'). 1. vyd. Bratislava : Remedium, 1994. 247 S. Překlad: Vladimír Oleríny, Doslov: Vladimír Mináč